# Darcy Graham
Darcy Graham (* 21. června 1997, Hawick) je skotský ragbista hrající za klub Edinburgh Rugby soutěž United Rugby Championship. Jeho pozice je křídlo.   
Už ve svých sedmnácti letech si zahrál Skotský pohár za Hawick. V sezonách 2022/23 a 2024/25 byl zvolen do nejlepší sestavy ligy.   
Za Skotsko odehrál první reprezentační zápas v listopadu 2018 proti Walesu. Proti stejnému týmu si na Six Nations v následujícím roce připsal první reprezentační pětku. V letech 2017 a 2018 hrál za sedmičkovou reprezentaci.  
Zúčastnil se MS 2019 a MS 2023. Na svém druhém světovém šampionátu položil čtyři pětky Rumunsku a vyrovnal v počtu pětek v jednom zápase položené skotským hráčem na MS Gavina Hastingse. 